# Igreja de Nossa Senhora da Graça (Estreito de Câmara de Lobos)

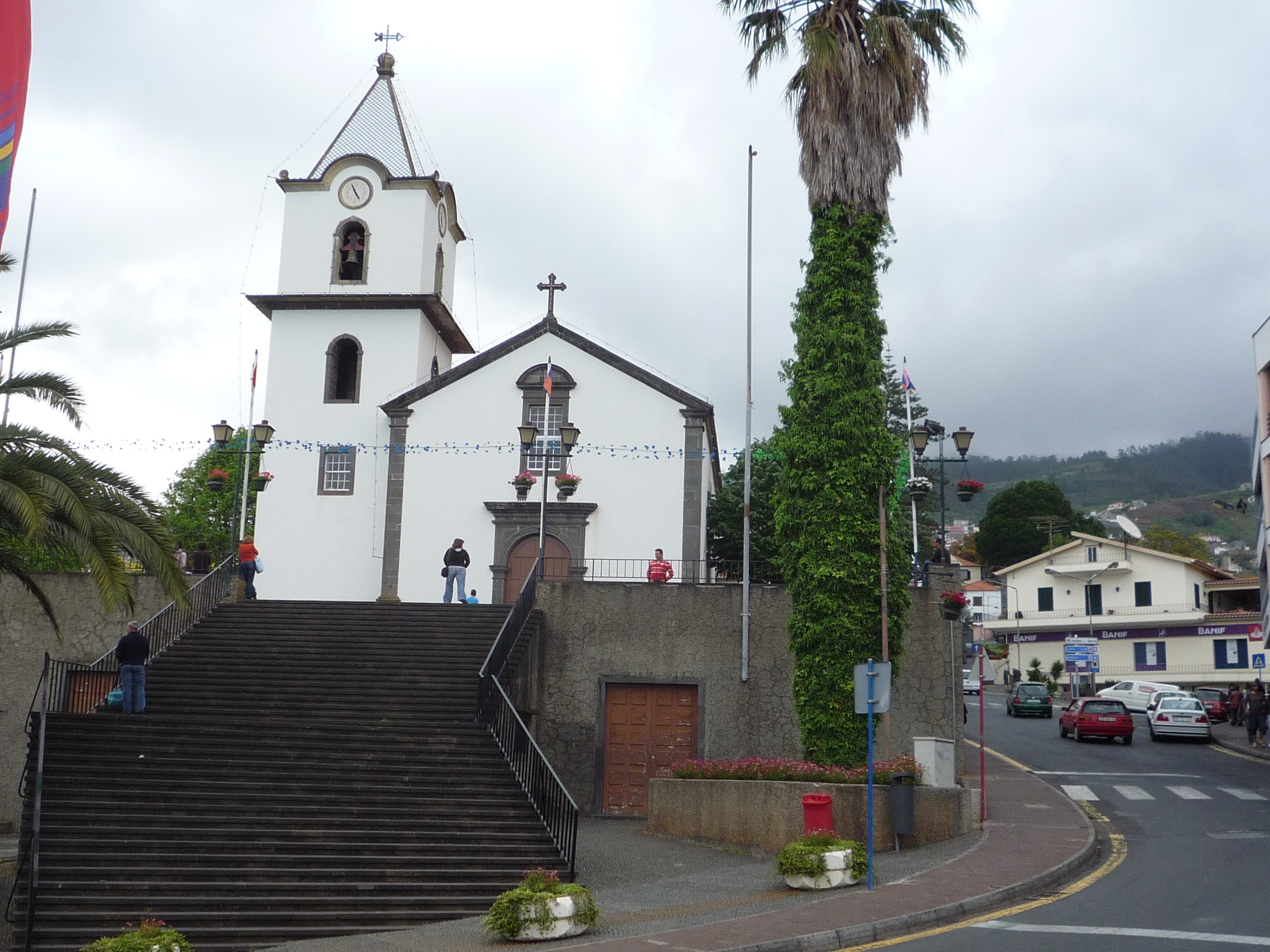
Igreja de Nossa Senhora da Graça

Die Igreja de Nossa Senhora da Graça (auch Igreja Matriz do Estreito de Câmara de Lobos) ist eine Kirche in der Gemeinde Estreito de Câmara de Lobos im Kreis Câmara de Lobos auf Madeira (Portugal) in der Straße Cónego Agostinho Figueira Faria treito.
Sie wurde 2011 in die Denkmalliste mit der Nr. 8332 eingetragen.